# Liste der Bischöfe von Fünen
Bischöfe des Bistums Fünen mit Sitz in Odense (Dänemark).

## Ordinarien

### Katholisch
1. Odinkar Hvide 988–10??
2. Reiner I. 1022–10??
3. Gilbert 1048–1072
4. Hubald 1101–11??
5. Hermann 1136–1138
6. Ricolf 1138–1163
7. Linus 1163–11??
8. Simon 1170–1186
9. Johann I. 1186–1213
10. Lojus 1213–1236
11. Iver 12??–1245
12. Niels 1245–1247
13. Jakob 1247–1252
14. Reiner II. 1252–1267
15. Peter 1267–1276
16. Johann II. 1277–1286
17. Gisiko 1286–1300
18. Niels Jonassøn 1340–1362 (Jonsen)
19. Erik Johansen Krabbe 1362–1376
20. Waldemar Podebusk 1376–1392
21. Theus Podebusk 1392–1400  (Teze)
22. Jens Ovesen 1400–1420
23. Navne Jensen 1420–1440
24. Henning Torkildsen Ulfeld 1440–1460  (Henneke Torkilsen)
25. Mogens Krafse 1460–1474
26. Karl Rønnow 1475–1501
27. Jens Andersen Beldenak 1501–1517
28. Jens Andersen Beldenak 1523–1529
29. Knud Henrikssen Gyldenstjerne 1529–1534
30. Gustav Trolle 1534–1535
31. Knud Henrikssen Gyldenstjerne 1535–1536

### Lutherisch
1. Jørgen Jensen Sadolin 1537–1559 (erster lutherischer Superintendent; erst im 17. Jahrhundert nahmen die Superintendenten wieder den Bischofstitel an)
2. Jacob Madsen Vejle 1587–1606
3. Hans Knudsen Vejle 1606–1616
4. Hans Mikkelsen 1616–1651
5. Laurids Jacobsen Hindsholm 1651–1663
6. Niels Hansen Bang 1663–1676
7. Thomas Kingo 1677–1703
8. Christian Rudolf Müller 1704–1712
9. Christian Muus 1712–1717
10. Christian Ramus 1732–1762
11. Jakob Ramus   1763–1785
12. Tønne Bloch 1786–1803
13. Peder Hansen 1804–1810
14. Frederik Plum  1811–1834
15. Nicolai Faber 1834–1848
16. Hans Valdemar Sthyr 1900–1903
17. Laurits Nicolai Balslev 1903–1922
18. Hans Øllgard -1958
19. Knud Christian Holm 1958–1984
20. Vincent Lind 1984–1995
21. Kresten Drejergaard 1995–2012
22. Tine Lindhardt 2012–2023
23. Mads Davidsen 2023–[1]